# Nadumce
Nadumce (en serbe cyrillique : Надумце) est un village de Serbie situé dans la municipalité de Tutin, district de Raška. Au recensement de 2011, il comptait 259 habitants.

## Démographie
| 1948 | 1953 | 1961 | 1971 | 1981 | 1991 | 2002 | 2011 |
| ---- | ---- | ---- | ---- | ---- | ---- | ---- | ---- |
| 150  | 153  | 164  | 179  | 196  | 203  | 161  | 259  |

|  |